# نمل براون
نمل براون (الاسم العلمي:†Brownimecia) هو جنس منقرض من النمل يتبع قبيلة نملاوية براون من أسرة نملاوات براون.